# Богословское горнозаводское акционерное общество
Богословское горнозаводское акционерное общество — общество, созданное для эксплуатации Богословского горного округа Верхотурского уезда Пермской губернии. Начало деятельность в 1896 году. Упразднено в марте 1918 года согласно декрету о национализации имущества округа.

## История
Устав Богословского горнозаводского акционерного общества утверждён 8 декабря 1895 года. Правление Общества находилось в Санкт-Петербурге — Петрограде. Управление Богословского горнозаводского округа находилось в Богословске.

## Заводы общества
- Надеждинский железоделательный и сталерельсовый завод (торжественно заложен 29 мая 1894 г.)
- Надеждинский лесопильный завод
- Нижне-Турьинский завод
- Полевской завод
- Сосьвинский чугуноделательный и стальной завод

### Богословские заводы
- Железоделательный
- Медеплавильный
- Химический

## Рудники
- Ауэрбаховский
- Афанасьевский (железный)
- Башмаковский
- Белореченский
- Богословский (медный)
- Васильевский (медный)
- Воронцовский
- Высокогорский
- Крестовоздвиженский
- Никитинский
- Северный (железный)
- Турьинские
- Устейский
- Фроловский

## Приискизолотые
- Архангельский
- Богомоловские
- Вернинский
- Волчанский
- Заболотный
- Каменский
- Петропавловский
- Турьинский
- Чернореченский

## Пути сообщения

### Железные дороги
- Богословская железная дорога
- Богословско-Сосьвинская дорога [2]

Богословский завод — Турьинские рудники — Надеждинский завод — Филькино (р. Сосьва). Узкоколейная (875 мм).
- Сосьва-Камская железная дорога
- Полевая конная дорога

### Богословское пароходство

#### Пароходы
- «Барнаулец»
- «Добрыня»
- «Заметный»
- «Богословец»
- «Горный»
- «Пётр»
- «Попов»
- «Походяшин»
- «Сотрудник»

#### Пристани
- Бачалинская
- Кривощаковская
- Петропавловская
- Тюменская

## Электрические станции
- Богомоловская

## Склады в городах
- Ново-Николаевск
- Санкт-Петербург